# Iago garricki
Espèce
Statut de conservation UICN

 LC  : Préoccupation mineure
Répartition géographique
Iago garricki est une espèce de requins.
Ce requin vit dans le Pacifique ouest, de 9 à 26° Sud et de 250 à 470 mètres de fond. Il peut atteindre 70 cm.